# Aubrac

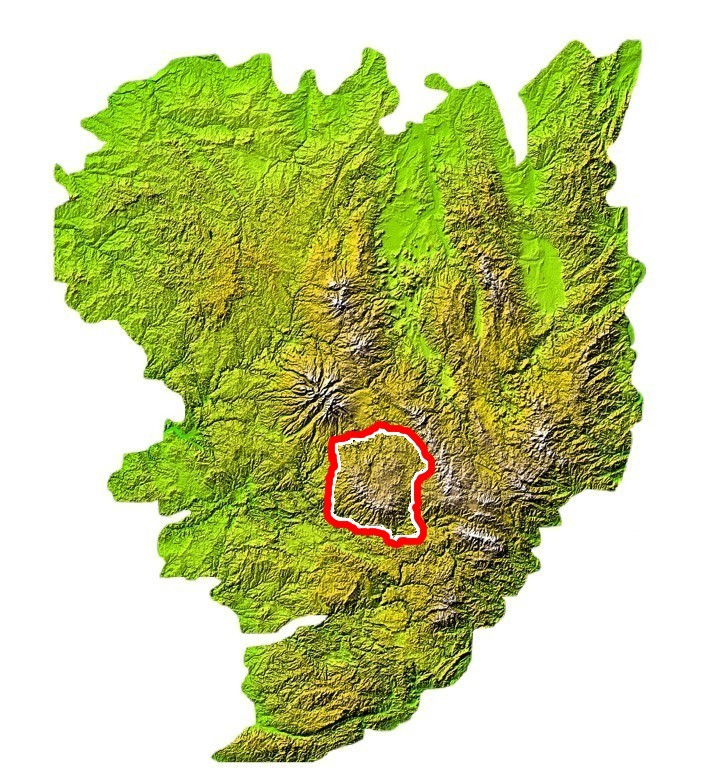
Situació de l'Aubrac al Massís Central.

L'Aubrac és un altiplà volcànic i granític situat al centre del Massís Central. Constitueix un Parçan o comarca d'Occitània situada al Llenguadoc. També és considerat una regió natural de França.
Segons la proposta de divisió territorial d'Occitània del diari Jornalet, basada en l'obra de Frederic Zégierman Le Guide des pays de France, l'Aubrac estaria ubicat a la regió del Llenguadoc, subregió del Gavaldà.
Tot i que la major part de l'altiplà està situat al nord-oest del Gavaldà (actual departament de Losera), també cobreix una part del nord-est del Roergue (departament d'Avairon) i una petita part del sud de l'Alvèrnia (departament del Cantal). Així, està situat en el punt d'intersecció de les tres antigues regions administratives del Llenguadoc-Rosselló (Losera),  Migdia-Pirineus (Avairon) i Alvèrnia (Cantal).
Tot i que històricament està més vinculat al Llenguadoc, el seu paisatge presenta semblança amb l'altiplà alvernès del Cézallier i es pot vincular, com ell, a les terres altes d'Alvèrnia pel que fa al el clima, les tradicions i l'economia.
Al nord-oest trobem els monts del Cantal, a l'est hi ha la Margeride i al sud els altiplans de les Grands Causses.

## Geografia

### Topografia i geologia

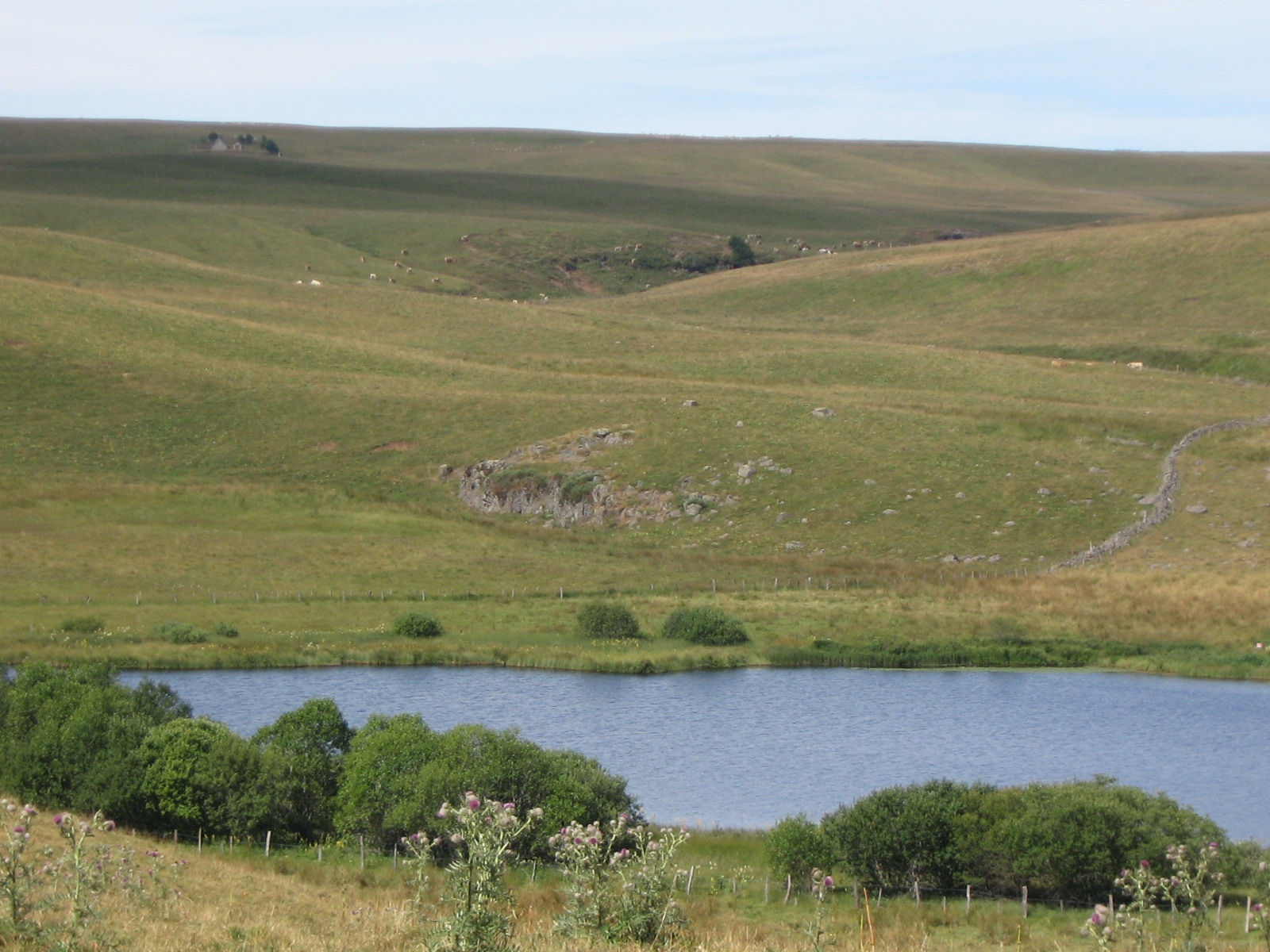
Paisatge típic de l'Aubrac al voltant del Llac de Souveyrols.

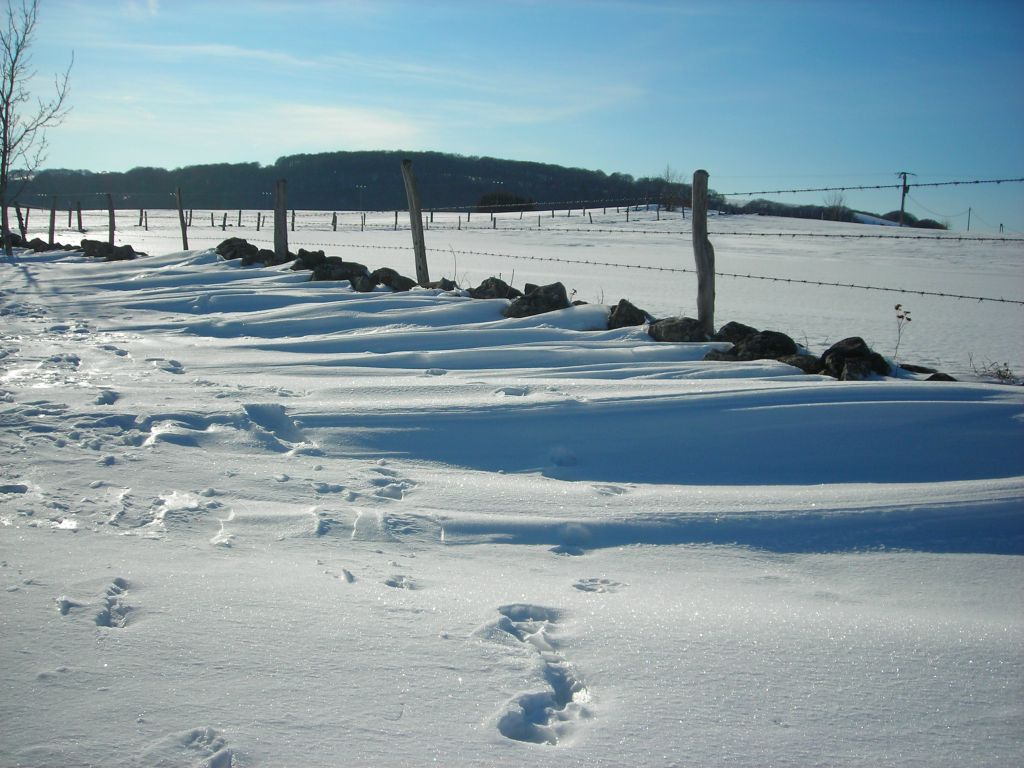
Neu que barra un camí.

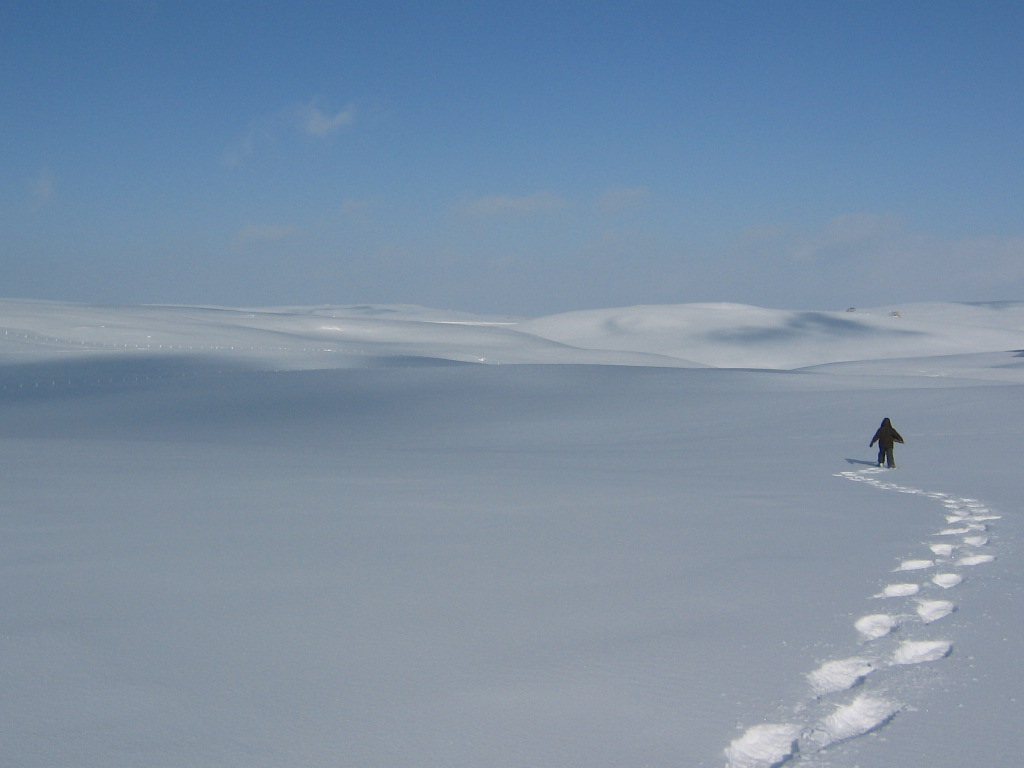
Passeig amb raquetes al voltant de Laguiole.

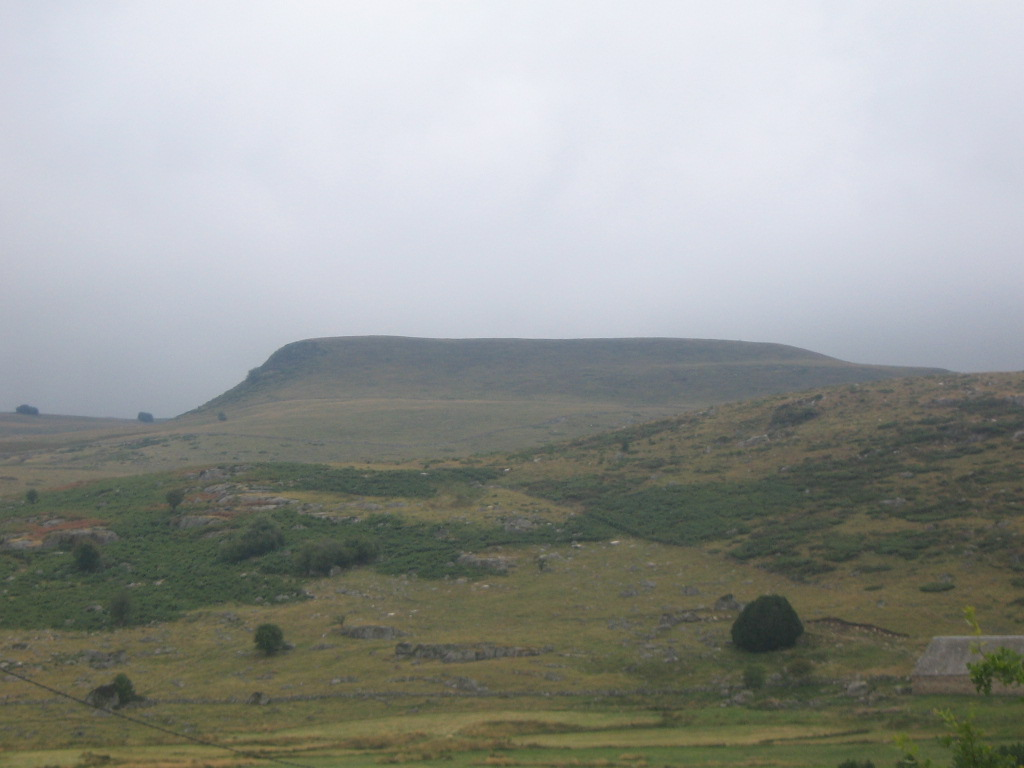
El truc de l'Agullio al municipi de Saint-Urcize.

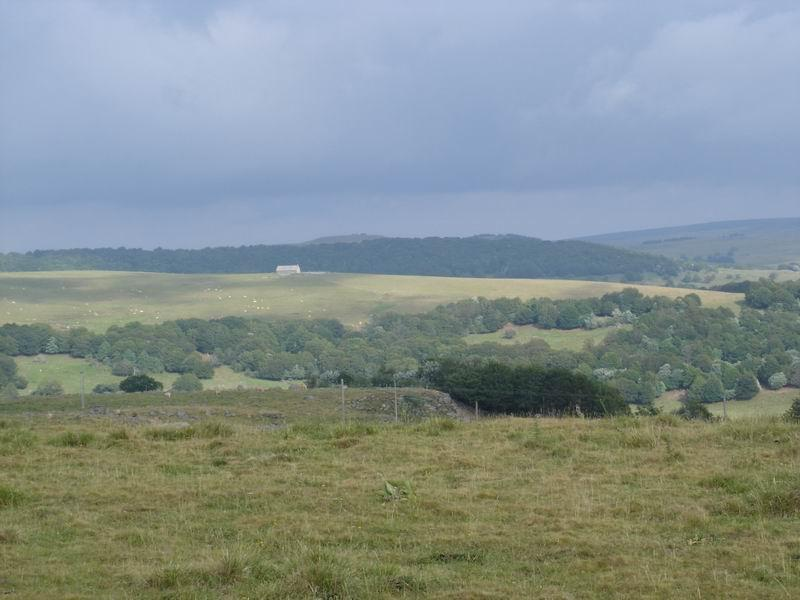
Vista.

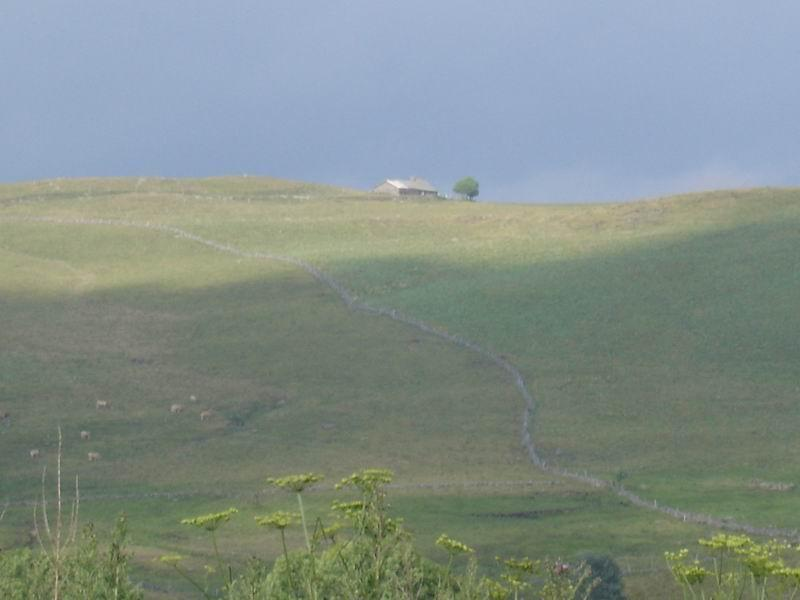
Vista sota els núvols.

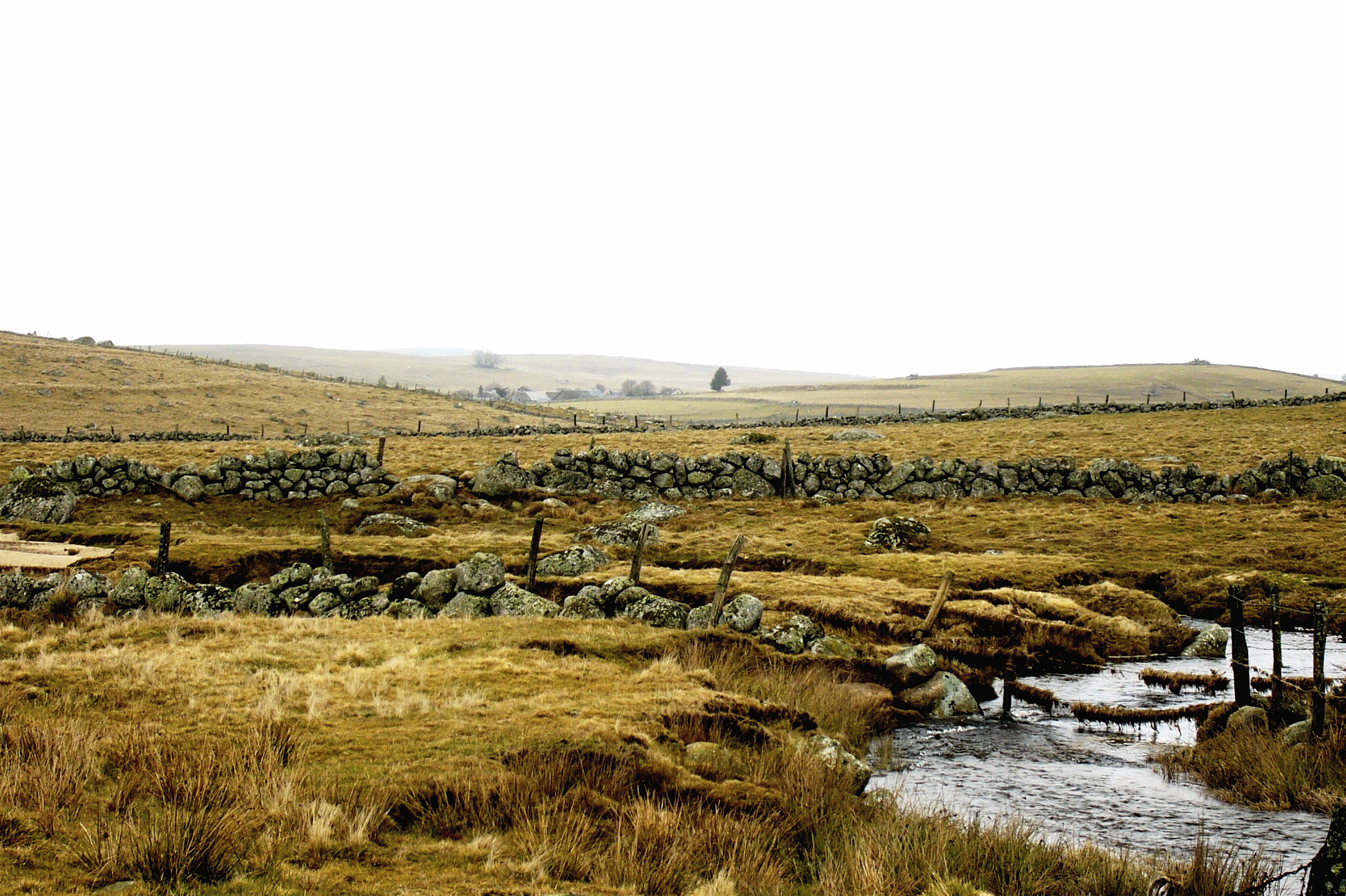
Pastures voltades d'un mur.

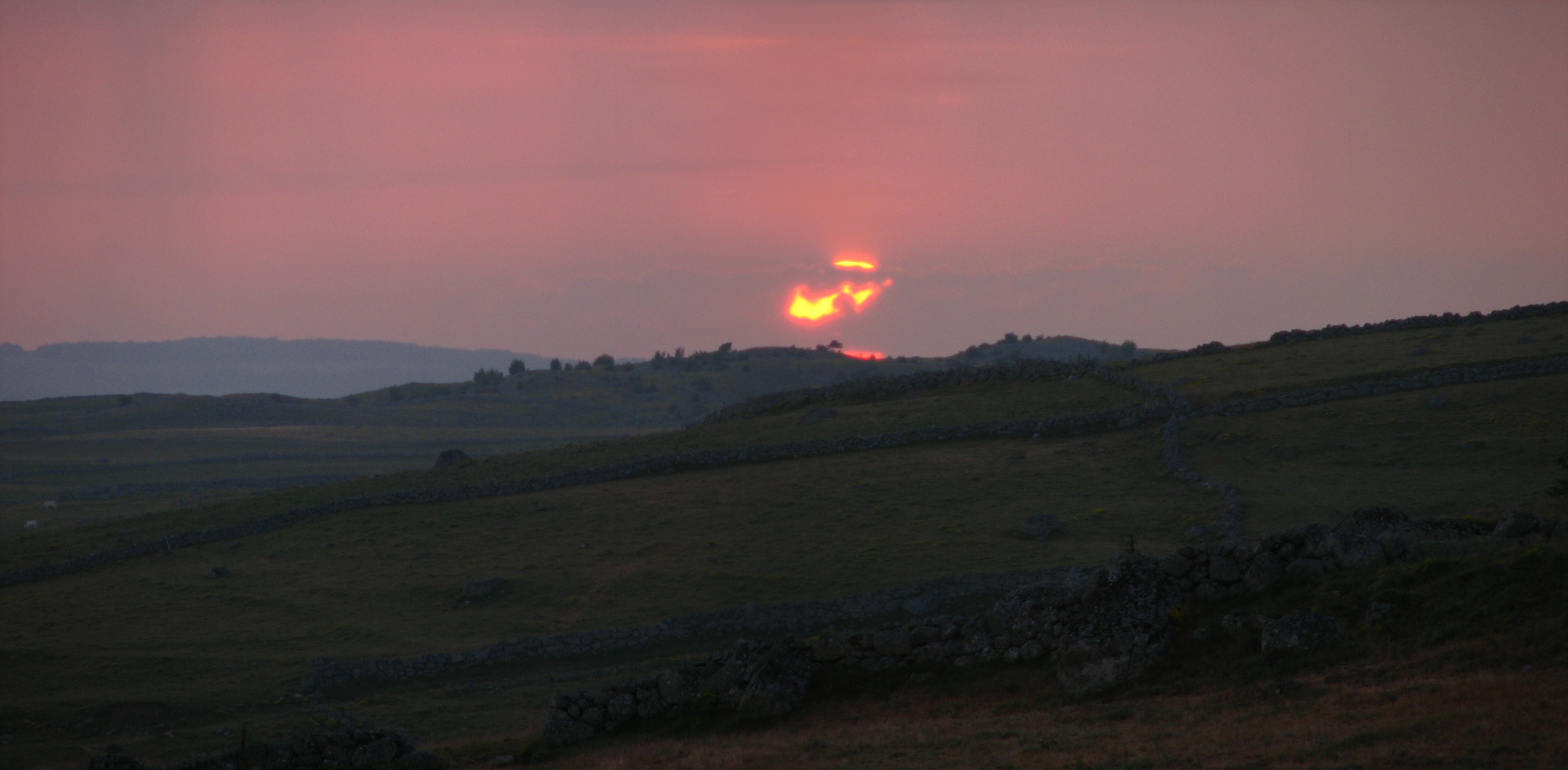
Posta de sol a l'Aubrac.

La regió de l'Aubrac o de les muntanyes de l'Aubrac, és una zona a cavall dels departaments de la Losera, del Cantal i de l'Avairon. Està limitada per l'Òlt, al nord per la Truyère i a l'est per la Colagne. El massís culmina al sud a 1469 m d'altitud al signal de Mailhebiau.
Es tracta d'un massís volcànic relativament vell (de 6 a 9 milions d'anys) si es compara amb els volcans de la chaîne des Puys que només tenen uns quants milions d'anys. La forma de l'altiplà és arrodonida i s'allarga uns 30 km de llarg en direcció nord-oest a sud-est, passant per la Margeride, que va aparèixer amb un volcanisme fissural o de volcans hawaians, tal com diuen els autors més recents. Les laves són de composició basàltica o de basanita, tefrita... Es poden trobar traces d'erupcions més violentes, amb piroclàstics, en particular als cims, entre Aubrac i Nasbinals.
Tot i aquestes erupcions, els cims de l'Aubrac són en general poc marcats, ja que les colades volcàniques van ser fluides i els volcans eren punts individuals i han estat molt erosionats durant el temps. No hi ha cims notables i els que hi ha van ser rebaixats amb l'erosió glacial del quaternari.

### Clima

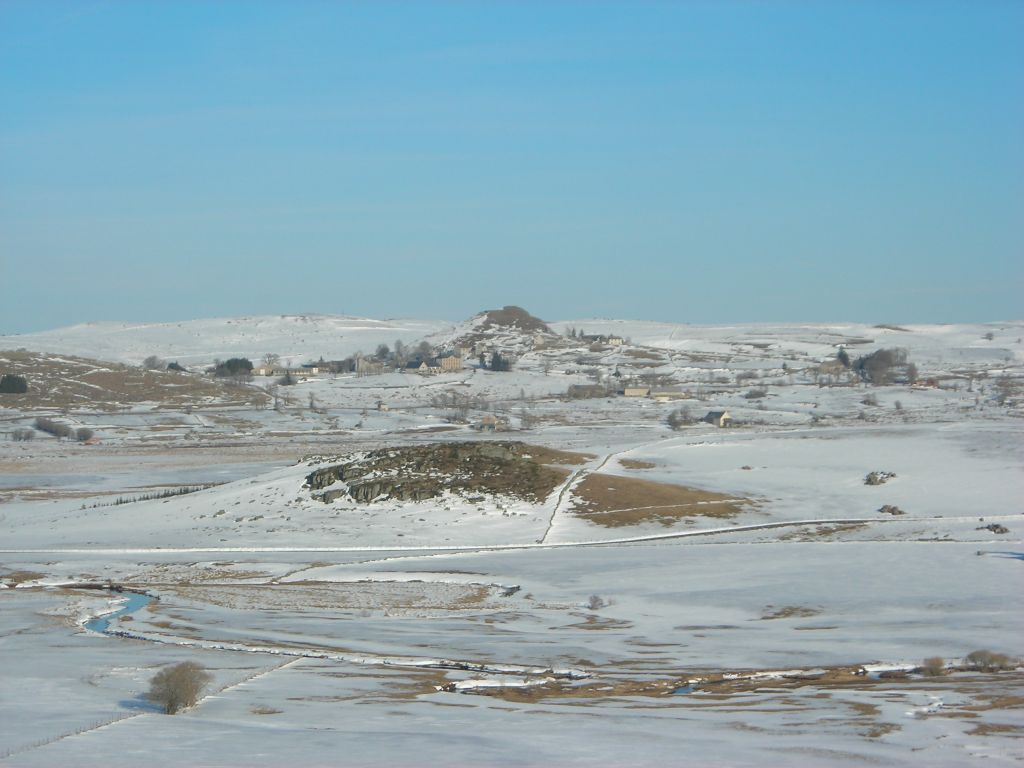
L'Aubrac en hiver (haute vallée du Bès et village de Marchastel).

El clima de l'Aubrac és dur i l'altiplà sovint està nevat a l'hivern. El massís compta amb diverses petites estacions d'equí (Laguiole, Brameloup, Nasbinals, Saint-Urcize). Pot nevar des de l'octubre al maig i pot gelar a la nit durant tots els mesos de l'any. El vent no troba cap obstacle en l'altiplà i acumula la neu que pot conservar-se fins al juny.
Les precipitacions són abundants tot l'any i poden arribar als 2 metres en els vessants exposats. El vent que domina és el de l'oest, però el vent del sud aporta la boira i el mal temps. Els estius poden ser calorosos i sovint amb tempestes violentes a les zones de muntanya.

### Medi natural

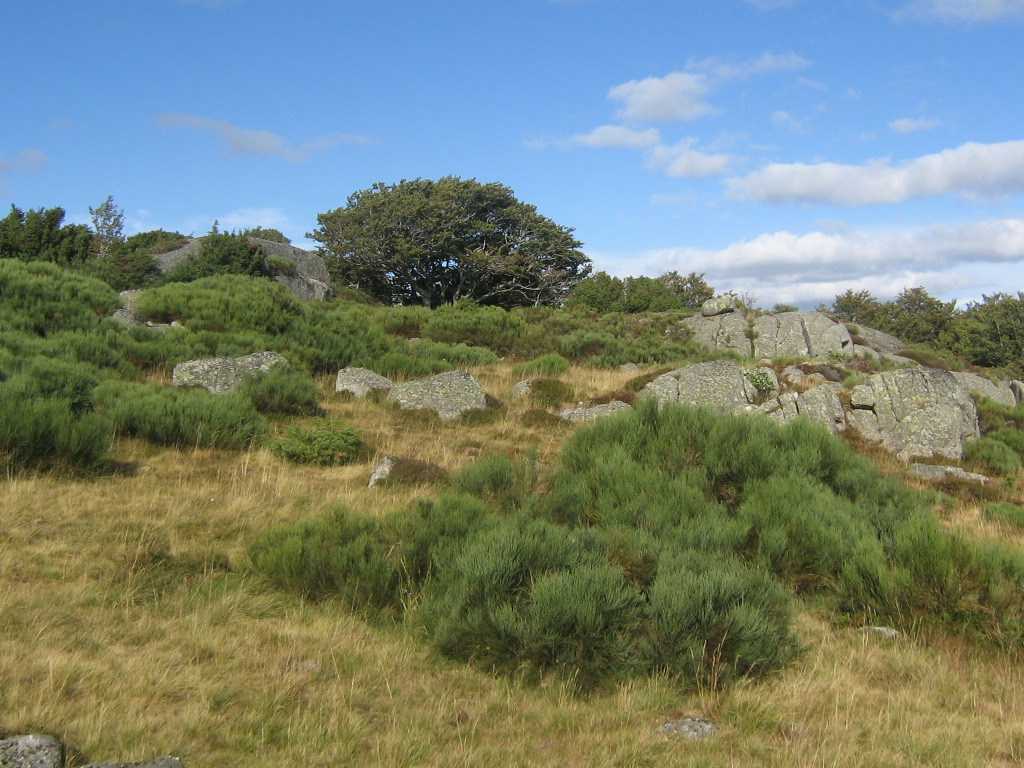
Exemple tipus d'un clos de ginesta amb roques de granit a 1250 m.

Pel que fa a la vegetació, l'Aubrac constitueix un medi variat amb grans boscos de faigs al sud-est, petits boscos de coníferes al nord i a l'est, sobretot de pi silvestre, i al centre hi ha grans pasturatges, on hi ha pocs arbres. Les pastures més riques se situen a la zona volcànica, a la zona granítica hi ha bones terres, però el sòl és en general poc profund i més pobre. L'aïllament de la zona ha fet que la preservació del medi natural sigui molt bona i que hagi variat molt poc.
Actualment no hi ha cap protecció especial per a la zona de l'Aubrac, tot i que per a algunes zones seria necessari, com les humides. La creació d'un parc natural regional seria una bona proposta, de moment, però l'única protecció que hi ha són les reserves de natura 2000.

## Agricultura

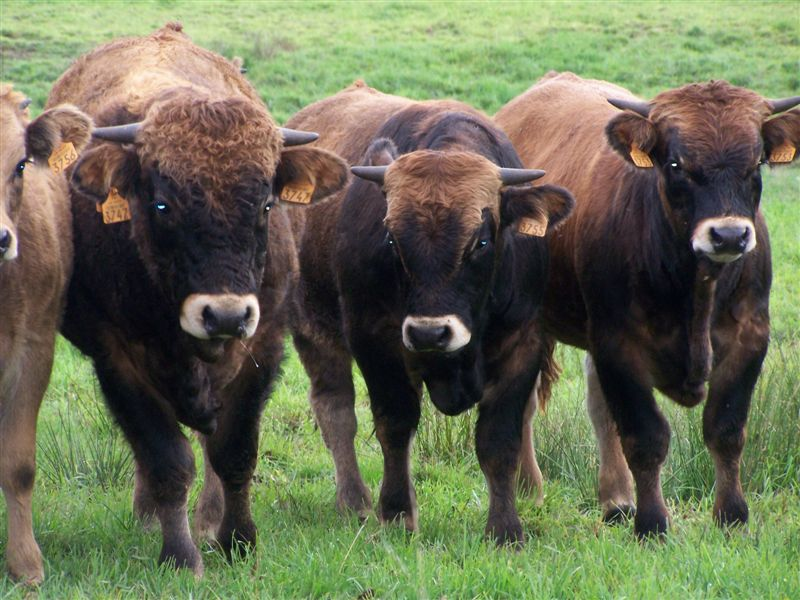
Toros joves de la raça Aubrac.

L'agricultura a l'Aubrac es concentra en la ramaderia bovina i el gra ha pràcticament desaparegut. La raça bovina local, l'Aubrac, és la que predomina, però ve de lluny, ja que va ser salvada de l'extinció a finals de 1970 per uns pocs ramaders que rebutjaven veure-la morir davant d'altres races més potents. La raça Aubrac és mixta, és bona per a la llet i la carn, però no excel·leix en cap dels dos punts en quantitat, cosa que és un handicap. Es van preferir altres races més productives, però la raça autòctona era millor per a les condicions climàtiques, en fecunditat i longevitat, cosa que la va salvar. Es van fer programes de recuperació de la raça per fer-la més pura i alhora més productiva i resistent.
Els ramats ocupen les pastures d'alçada del 25 de maig (Sant Urbà) fins al 13 d'octubre (Sant Giraut). Fora d'aquest període s'estan als estables i s'alimenta dels prats més propers a les granges, si el temps ho permet. Els vedells neixen entre febrer i març, passen l'estiu en la muntanya amb les mares i a la tardor són venuts per la carn en mercats francesos i italians. Els ramaders poden vendre els animals més vells i totes les vendes suposen la majoria d'ingressos per als ramaders de l'Aubrac.
L'Aubrac és avui dia una zona de cria bovina per a carn, cosa que no era així en el passat, ja que es concentrava en la producció de Laguiole, en els burons , en equips fortament jerarquitzats on cadascú tenia la seva tasca. Fou l'època d'or de l'Aubrac i on es va inventar l'aligot. Avui dia, la producció de formatge Laguiole continua de forma lletera industrial i es concentre a la regió de Laguiole i el formatge gaudeix d'una AOC.
Per a més dades de l'associació de criadors dels bous de l'Aubrac podeu consultar la nota, en un web molt pedagògic.

## Indústria i artesanat
Hi ha poca indústria a l'Aubrac, de la qual cal destacar la ganiveteria de la regió de Laguiole. El Laguiole avui dia és conegut en tot el món i el produeixen més de 30 fabricants, industrials i artesans. Es tracta d'un ganivet insipirat en la navalla espanyola, que només era fet servir pels pagesos de l'Aubrac i els bougnats i limonadiers rouergats, és a dir, els avaironesos que vivien a París i que usaven el ganivet equipat amb un tirabuixó.
Avui dia, el ganivet és més un article de luxe i personal, que no pas un útil, sobretot si s'hi grava el nom a la fulla o s'usen diversos materials nobles per al mànec. Pot ser un ganivet plegable o no, si no es plega és força usat com a cobert.

## Història

### Antiguitat i edat mitjana

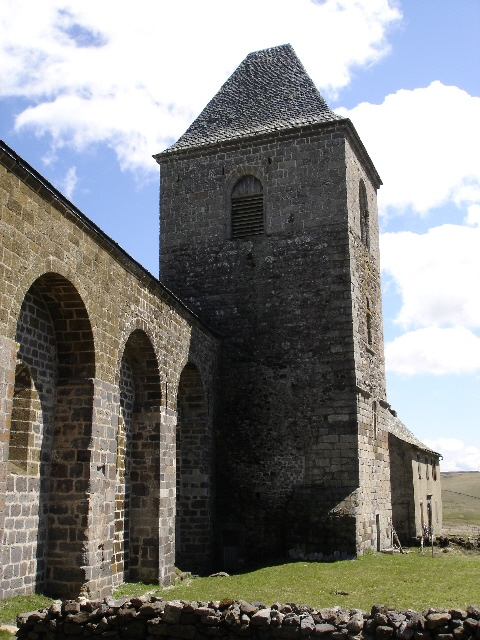
Restes de la Dômerie.

En les fonts històriques l'Aubrac és anomenat Altobraco, Albracum, Albrac i també Auborac, en occità. El segon element pot ser gal braco, documentat en una glossa amb el significat de lloc humit. L'Aubrac feia part del territori del poble celta dels Gabales, d'on ha sortit el nom de Gavaldà i la capital era Anderitum, que durant el baix Imperi es va convertir en la Civitas Gabalorum (Javols). També sembla que l'Aubrac va tenir una població anomenada Adsilanum, etapa de la via romana que unia Narbona amb el nord de la Gàl·lia i Aquitània i que més tard va servir de frontera entre la Narbonesa i els territoris dels Arvernes.
Un dels pics de l'Aubrac, conegut com el mont-Hélanus, està voltat pel llac de Saint-Andéol, on segons Gregori de Tours els habitants s'hi reunien cada any durant uns dies i feien ofrenes al déu del llac. Amb Carlemany, els clergues van perpetuar aquest culte situant un sant en el lloc de la divinitat pagana. Aquesta pràctica va durar fins al final del segle xix, quan va ser prohibida.
El poble d'Aubrac té les restes de l'antiga Domeria o Hospital de l'Aubrac, creat pel noble flamenc Adalard el 1120 quan tornava del pelegrinatge de Sant Jaume de Compostel·la, i que donà lloc a l'Orde Hospitaler d'Aubrac. Un cop instal·lats a l'abadia, els monjos van rebre la donació de senyors locals de grans extensions de terra que van rompre, així els prats van prendre el lloc als boscos. El paisatge actual de l'Aubrac es deu als monjos pastors.
Lloc de pas del Camí francès i de la Via Podiensis, l'hospital de l'Aubrac fou una etapa important a l'edat mitjana per a milers de pelegrins que anaven cap a Compostel·la. El pelegrí, després d'haver passat la duresa de l'altiplà, es trobava amb la Domeria per refer-se i reposar per entrar a Saint-Côme-d'Olt quan baixava a les valls verdes per anar cap a Saint-Chély-d'Aubrac i es passava pel pont dels pelegrins.

### La creu dels tres bisbes
La creu dels tres bisbes commemora un concili que va tenir lloc el 590 entre els bisbes de Mende, Rodez i Saint-Flour, explicat per Sant Gregori. El 1238, els monjos de la dômerie d'Aubrac van construir la creu en memòria del concili i la van posar en el punt d'unió de les tres diòcesis, que alhora coincideix amb el límit de tres departaments: la Losera, l'Avairon i el Cantal. La creu dels tres bisbes va ser robada el 1990, tot i pesar 300 quilos, i actualment hi ha una còpia, amb la indicació dels bisbats a terra.

### Contrarevolució
Mentre a la Vendée hi havia la revolta, l'Aubrac, una zona molt conservadora, es va oposar a la Revolució Francesa en la persona de Marc Antoine Charrier, notari de Nasbinals, que va aixecar un petit exèrcit per lluitar contra els revolucionaris. Aquest exèrcit estava format per pagesos de l'Aubrac i la Losera, molt propers al catolicisme, que veien en la revolució una amenaça. Aquesta insurrecció popular no va tenir cap èxit militar i va durar uns mesos, fins que Charrier va ser guillotinat l'agost de 1793 a Rodés.

### Història recent: l'èxode rural del segle XX i els «auvergnats de París»

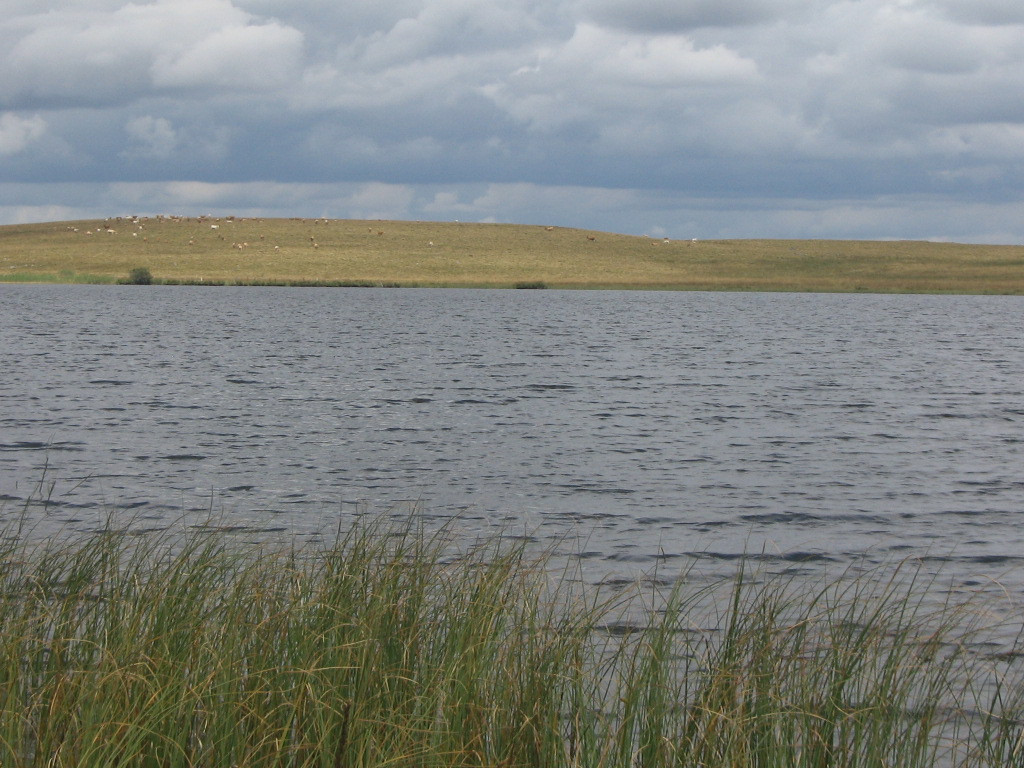
Llac de St Andéol.

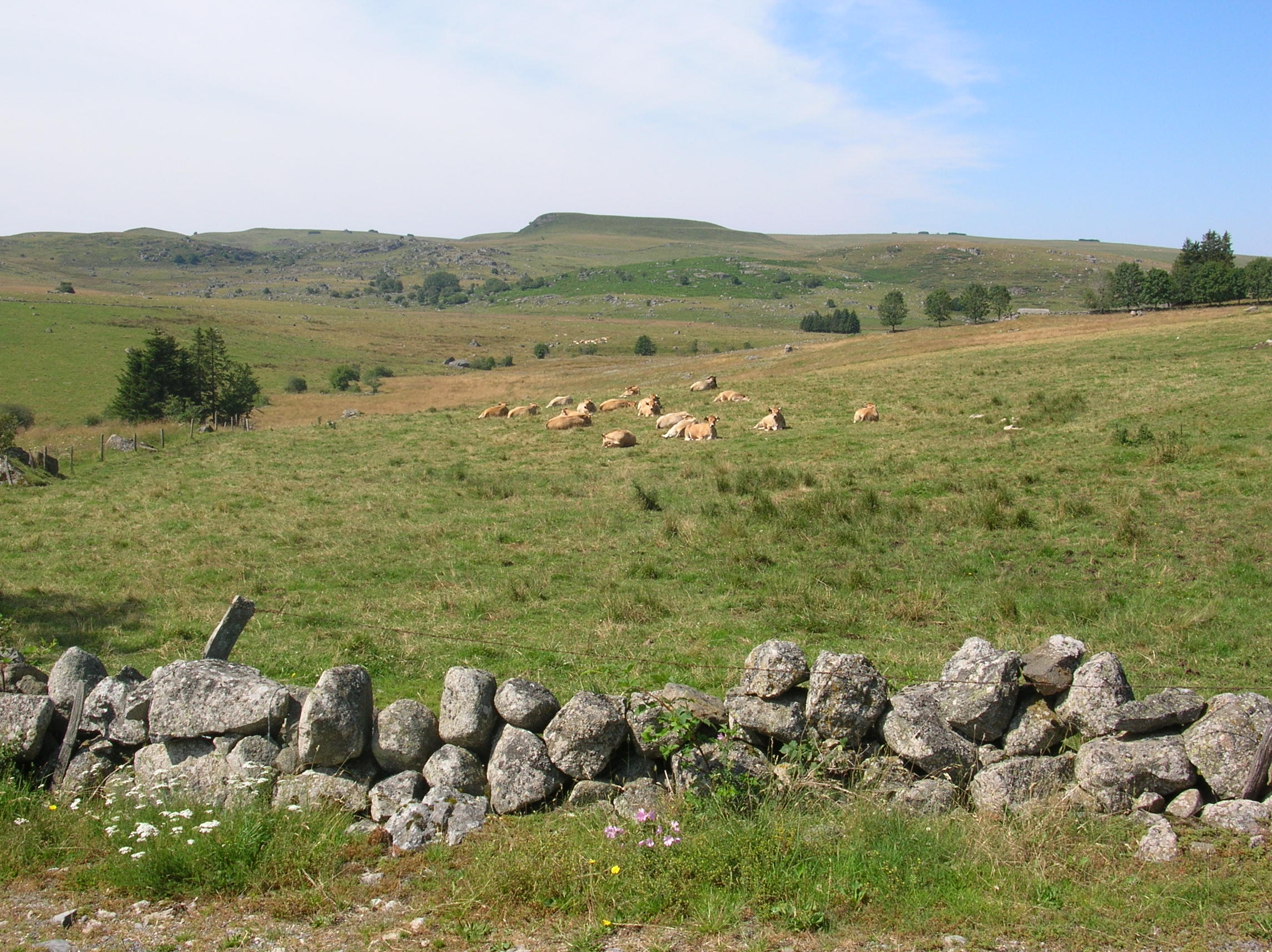
Vista del nord de l'Aubrac: amb el truc de l'Agullio i el Drellier (a la dreta).

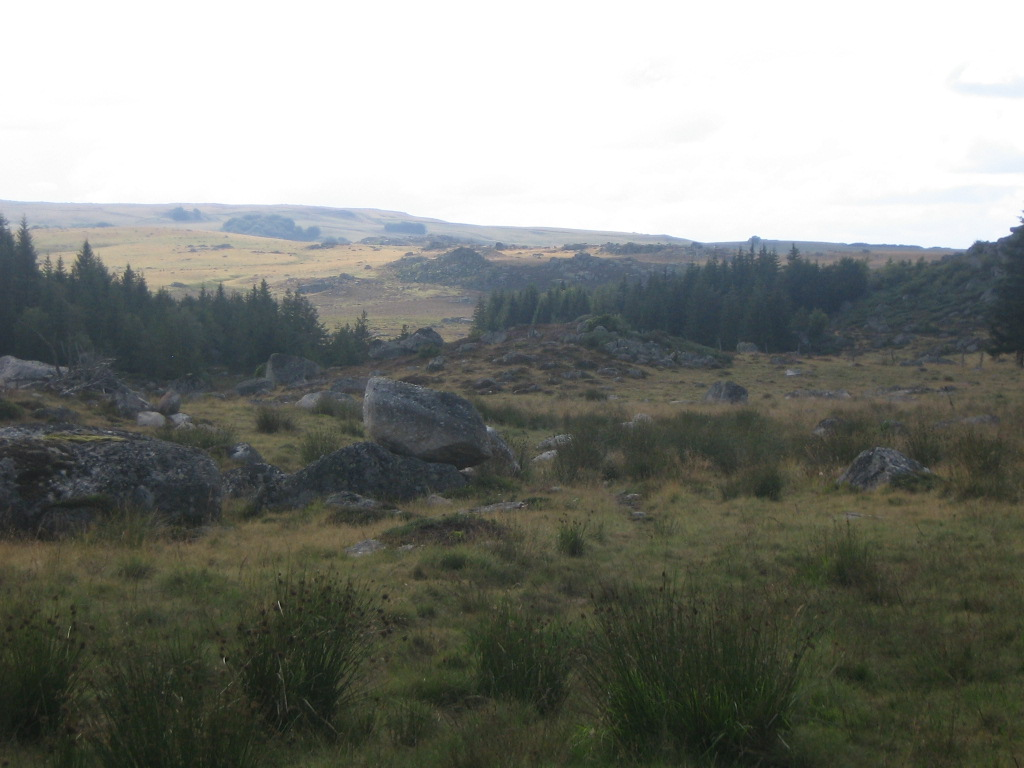
Vista de l'Aubrac a prop del coll de Bonnecombe.

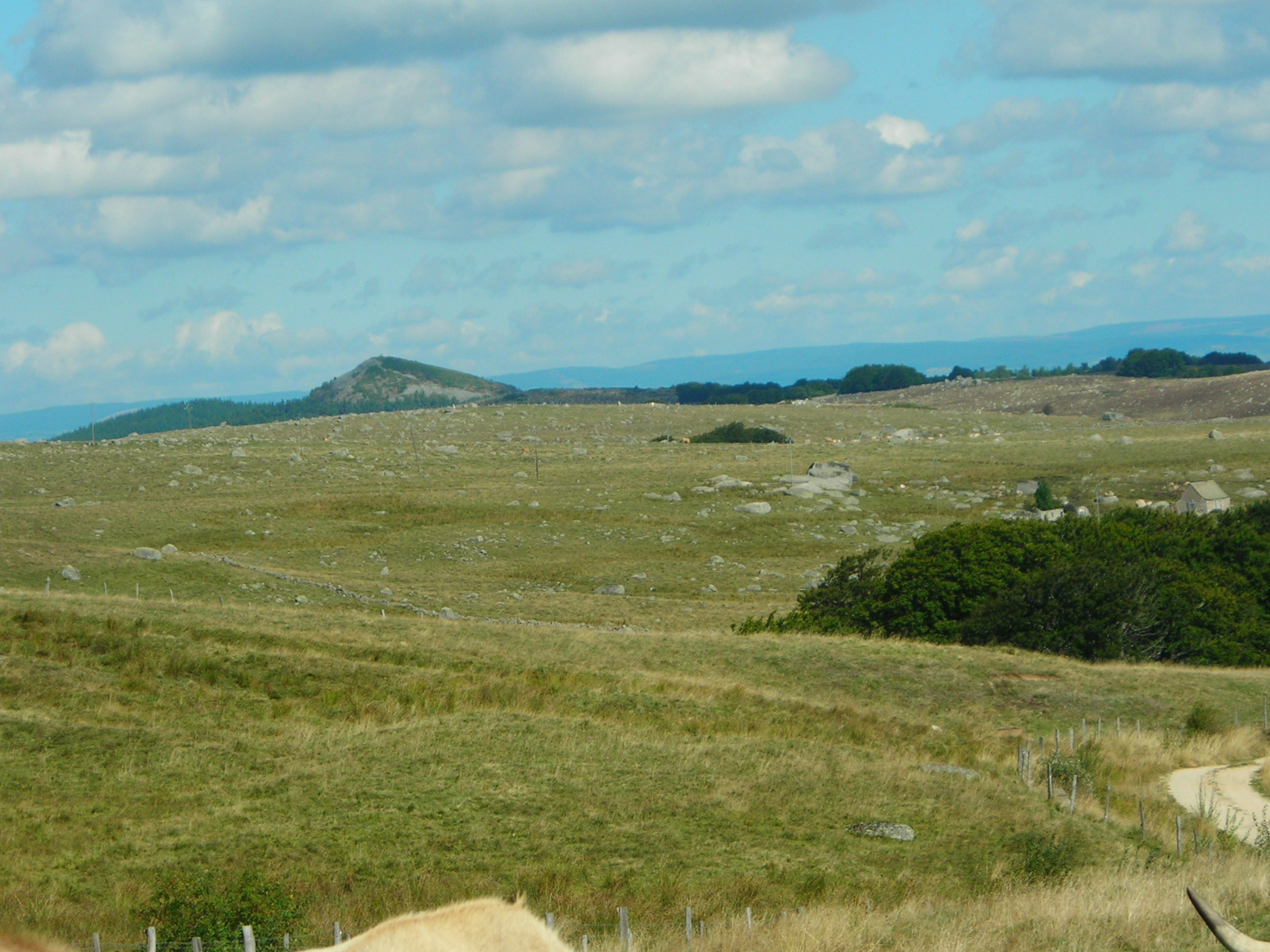
El Pic de Mus vis des de la montagne de Rabios.

Amb l'arribada del ferrocarril al Massís Central cap al 1880, l'èxode rural, que havia estat força feble, va començar a augmentar. Els habitants de l'Aubrac i de tot el nord de l'Avairon van començar a emigrar cap a París, deixaven una vida pagesa de subsistència i s'especialitzaren en el comerç de carbó a la capital, així com la venda de vi i gasosa. Els parisencs els van anomenar bougnats. Els nouvinguts eren ajudats pels familiars que ja vivien a la capital i com que tenien bona predisposició al treball dur i a l'estalvi, van poder ascendir socialment. La majoria dels cafès que venien fusta i carbó van ser regentats per avaironesos des de principis del segle xx. Alguns d'aquests van tenir molt d'èxit, com Marcellin Cazes (Brasserie Lipp) o Paul Boubal (Café de Flore).

## Vida cultural i folklore

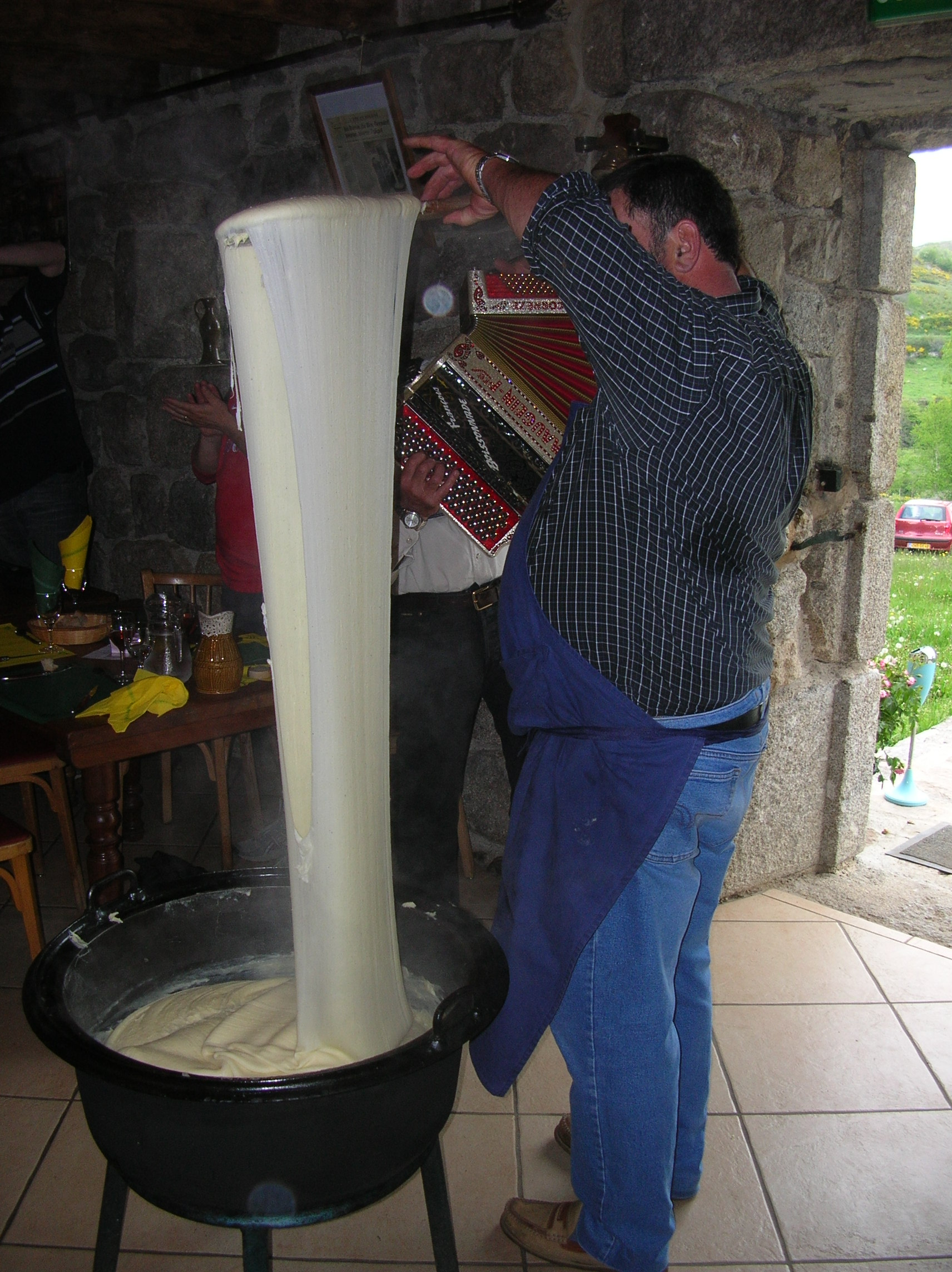
Cuina de l'aligot.

L'Aubrac és una terra de folklore viu. Els balls tradicionals a les festes dels pobles són nombrosos. S'hi toca l'acordió i el sac de gemecs i els ballaires interprenten una gran varietat de danses. L'Aubrac ha donat diferents compositors de talent en la música tradicional com Jean Vaissade, autor de la coneguda Sombreros et mantilles, Jean Perrier o Jean Pons. El gènere de la musette prové de la música de l'alvèrnia tocada al segle xix als cafès de la capital francesa. Avui dia, la regió encara compta amb nombrosos músics coneguts en l'àmbit local i apreciats a la resta del país, sobretot pels originaris d'aquesta regió.
Pel que fa a l'aligot, és un plat típic de l'Aubrac i el podem trobar a totes les festes.
A l'Aubrac també trobem tradicions més tristes, amb música melancòlica i els regrets, cants tristos, interpretats en occità, amb un origen antiquíssim, segurament celta. S'acompanyen d'un sac de gemecs i s'assembla a les balades irlandeses. El cant lou mazuc, molt conegut a l'Aubrac, es pot classificar en aquesta categoria. Cal destacar el compositor francès Joseph Canteloube (1879-1957), apassionat pel patrimoni musical de l'alta Alvèrnia (Aubrac i Cantal), va adaptar alguns d'aquests cants al repertori clàssic de la lírica en el seu recull Chants d'Auvergne (que conté el conegut baïlero però també hi ha altres adaptacions).
D'altra banda, cada any, durant el darrer cap de setmana d'agost, el poble d'Aubrac, acull una manifestació literària Les Rencontres d'Aubrac.

## Turisme

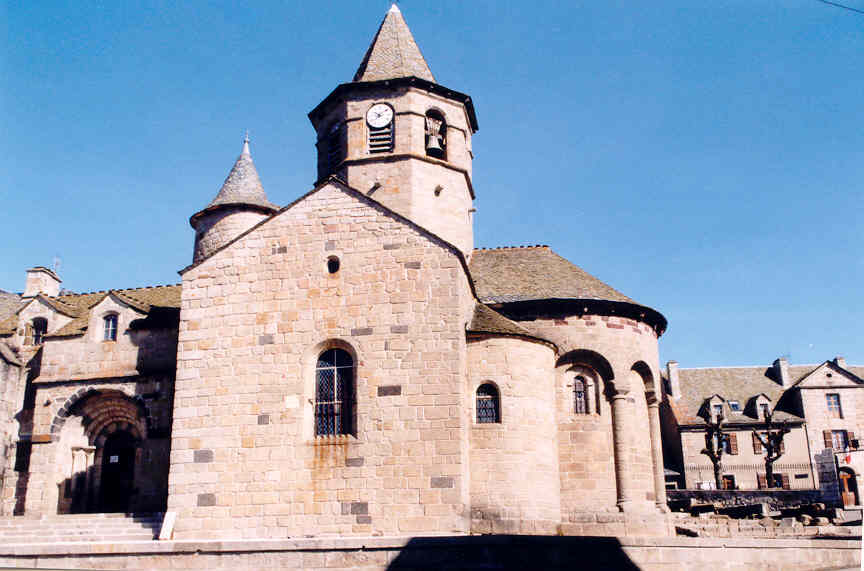
Església de Nasbinals.

- L'Aubrac és una etapa important de la Via Podiensis, un dels 4 camins que porta a Sant Jaume de Compostel·la. La via podiensis (o camí del Puy) surt d'aquesta localitat i passa per Concas després d'haver travessat l'Aubrac. Aquesta ruta coincideix amb el GR-65 i és molt usada pels pelegrins durant el bon temps.
- En un extrem de l'altiplà, trobem Laguiole poble famós pels ganivets.
- Dues esglésies són remarcables per visitar, a Nasbinals, romànica del segle xii i Saint-Urcize amb un campanar de cadireta i un deambulatori únic a l'alta Alvèrnia.
- La festa del poble d'Aubrac, el 15 d'agost. En aquest lloc també s'hi troba la «maison de l'Aubrac».[7]
- Dues estacions termals importants, la Chaldette i Chaudes-Aigues on les aigües brollen a una temperatura rècord de 82 °C (i es fan servir per a la calefacció del poble).
- Altres llocs per visitar: 
  - Quatre llacs d'origen glacial es poden trobar en el recorregut de la carretera D-52, que porta de Nasbinals a Saint-Germain-du-Teil (anomenada la carretera dels llacs): el llac des Salhiens, el llac de Souverols, el llac de Saint-Andéol i el llac de Born.
  - Diversos cims que poden ser ascendits sense dificultat (de sud a nord): el pic de Mus (1324 m), el Mountasset (1407 m), el signal de Mailhebiau (1469 m), le puy d'Alteteste (1448 m), el puy de Gudette (1427 m), les truques d'Aubrac (1440 m), el puy del Roussillon (1407 m, cim de les pistes d'esquí de Laguiole), el Drellier (1342 m) i el roc del Cayla (1298 m, a sota de Lacalm).

## Municipis de l'Aubrac
El conjunt de municipis forma una superfície de 13.000 km².
| Municipis de l'Aubrac A-E | Municipis de l'Aubrac F-M | Municipis de l'Aubrac M-T |
| --- | --- | --- |
| - Albaret-le-Comtal - Alpuech - Anterrieux - Arzenc-d'Apcher - Aurelle-Verlac - Bonnefon - Briòn - Cassuéjouls - Chauchailles - Chaudes-Aigues - La Chaze-de-Peyre - Condom-d'Aubrac - Curières - Deux-Verges - Espinasse - Fau-de-Peyre | - Fournels - Fridefont - Grandvals - Jabrun - La Fage-Montivernoux - La Trinité - Lacalm - La Guiòla - Les Hermaux - Les Salces - Lieutadès - Malbouzon - Marchastel - Maurines - Montpeirós - Nasbinals | - Noalhac - Prades-d'Aubrac - Prinsuéjols - Recoules-d'Aubrac - Sent Juèri - Saint-Laurent-de-Muret - Saint-Laurent-de-Veyrès - Saint-Martial - Saint-Chély-d'Aubrac - Sainte-Colombe-de-Peyre - Saint-Rémy-de-Chaudes-Aigues - Saint-Urcize - Soulages-Bonneval - Termes - Trélans |

Nota: Brameloup a Saint-Chély-d'Aubrac és una estació d'esquí que funciona com les de Nasbinals, Saint-Urcize i Laguiole, i els xalets són oberts tot el període d'estiu.